# Lunární modul

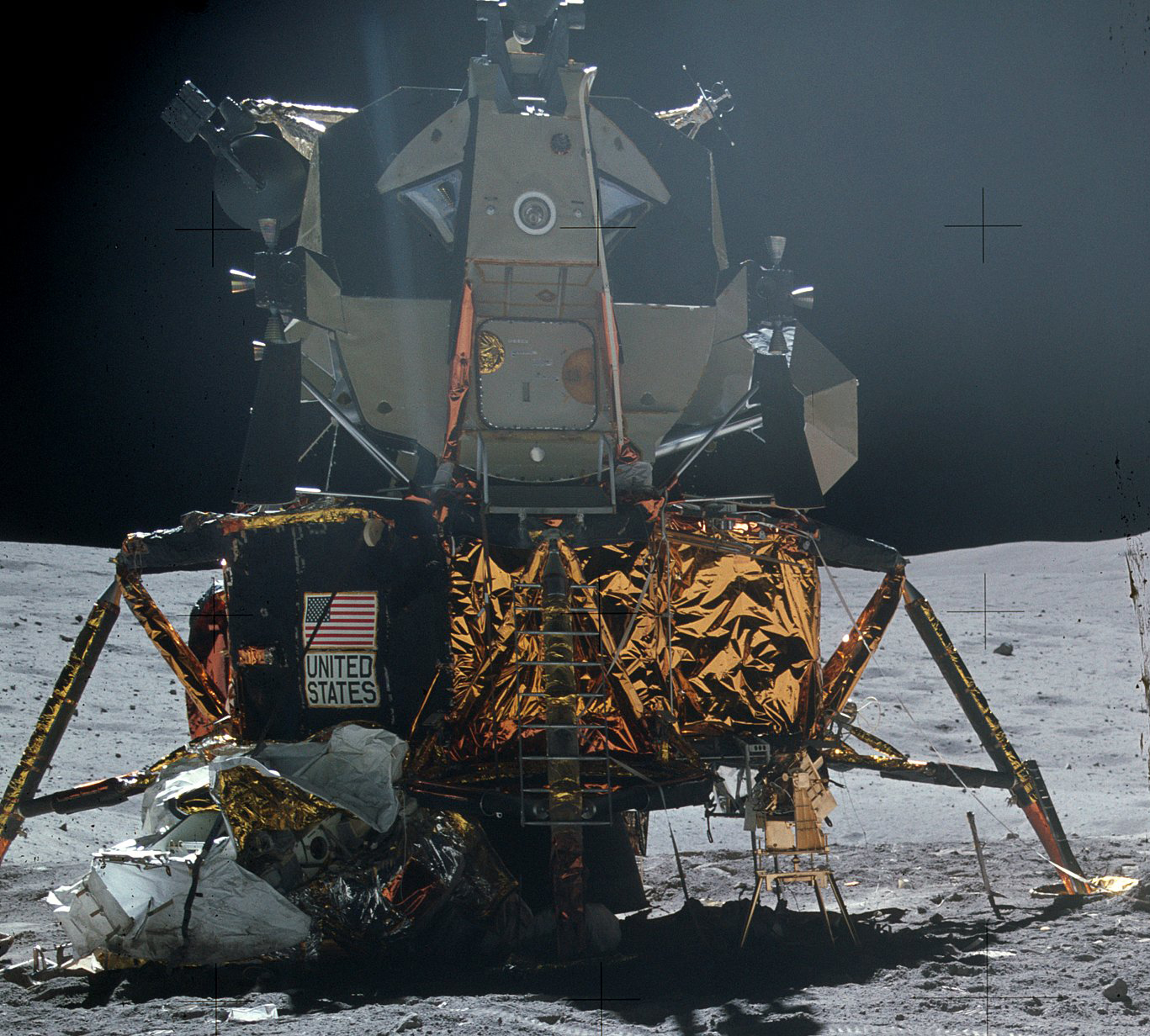
Lunární modul Apolla 16 na Měsíci

Lunární modul byla malá kosmická loď programu Apollo, speciálně určená k přistání na Měsíci, ubytování astronautů a ke startu zpět na oběžnou dráhu Měsíce.
Vzhledem k odlišným podmínkám Měsíce a Země se jedná o samostatný modul, do kterého astronauti přestupují až v blízkosti Měsíce.

## Program Apollo
Pro mise na povrch Měsíce použily USA sestavu sestávající z velitelské lodě a lunárního modulu. Velitelská loď měla servisní sekci, ve které byla většina zařízení a hlavní motor a návratové kabiny - jediné části, která se vrátila na Zem. Druhou částí sestavy v programu Apollo byl lunární modul LM ( Lunar Module, nebo původně LEM - Lunar Excursion Module) pro dvoučlennou posádku (třetí člen expedice, pilot velitelského modulu, zůstával na oběžné dráze Měsíce ve velitelské lodi. Obě části byly vyneseny najednou jednou raketou. Do letové sestavy se dostaly až po navedení třetího stupně směrem k Měsíci. Velitelská loď se pak odpoutala a vzdálila. Následně se otočila a potom opět spojila s lunárním modulem. Ten pak vytáhla z třetího stupně rakety Saturn. Třetí stupeň končil svou pouť nárazem do Měsíce.
Americký lunární modul letěl s posádkou poprvé při letu Apolla 9. První přistání na Měsíci pak absolvoval při letu Apolla 11. Při letu Apolla 13 došlo k selhání na servisní sekci velitelské části kosmické lodi a kosmonauti použili připojený lunární modul jako "záchranný člun" (zdroj energie, kyslíku, ...) během obletu Měsíce.Na měsíční povrch tedy hladce přistál LM šestkrát (Apolla 11, 12, 14, 15, 16 a 17)
Lunární modul byla jediná část lodě, která se dostala až na povrch Měsíce. Má výšku 7,6 m, maximální průměr 3,73 metru a startovací hmotnost přibližně 14 500 kg až 16 400 kg. Skládala se ze dvou částí; z přistávacího a startovacího stupně. Při startu z povrchu Měsíce se vesmírná loď rozdělila .Přistávací stupeň zůstal na povrchu a z něj startoval orbitální stupeň.
Startovací stupeň, odlétající z povrchu Měsíce, tvořila přetlaková kabina a přístrojový úsek. Pilotní kabina měla základní tvar válce napříč směru letu. Na tuto konstrukci byla pak zvenčí připojena další zařízení, takže tvar není na první pohled příliš zřetelný. Ve vlastní pilotní kabině se nacházely palubní přístroje, palubní počítač, klimatizace, systém zásobování elektrickou energií, ve dně válcový kryt startovacího motoru a po vnějších stranách nádrže pohonných hmot. Ve stropě byl průlez se spojovacím zařízením pro spojení s velitelskou lodí. Druhý, čtvercový průlez, sloužící k výstupu na měsíční povrch, byl na čele přetlakové kabiny. Na něj navazovaly schůdky na přistávacím stupni. Přetlaková kabina měla 3 okna, dvě po stranách hlavní paluby, třetí (střetávací) nad hlavou velitele. Komunikační systém tvořily dva vysílače a dva přijímače.Objem kabiny byl asi 6,7 m3. V přístrojovém úseku byly nádrže s héliem pro tlakování pohonného systému a nádrže s kyslíkem a vodou. Voda sloužila k pití, ale také k chlazení a v případě nouze i na uhašení požáru. V přistávacím modulu se nenacházela žádná křesla pro posádku, astronauti při všech manévrech stáli.Pro odpočinek bylo možné roztáhnout dvě síťová lůžka. Kabina poskytovala jen nezbytný prostor pro mise.Astronauté se oblékali do skafandrů až na výstup na povrch a jeden z nich to komentoval slovy: "Je to, jako kdyby se dvě dívky oblékaly do tanečních v telefonní budce." Při návratu byl v kabině uložen také nasbíraný materiál, nejvíce z mise Apollo 17 a to 110,52 kg.
Přistávací stupeň (spodní část) modulu tvořila příhradová osmiboká konstrukce.V jednotlivých částech příhradové konstrukce pak byla umístěna jeho výbava: Dvě nádrže paliva, dvě nádrže okysličovadla, nádrž vody, nádrž helia, nádrž kyslíku a vědecká výbava. A také lunární vozidlo Lunar Rover (Apollo 15, 16 a 17).Na čtyřech bocích měla upevněné čtyři rozkládací nohy opatřené "talíři" proti zaboření, tlumiči a pruty s dotykovými čidly. Jakmile se pruty dotkly povrchu, byl vypnut přistávací motor. Jedna noha byla opatřena schůdky pro sestup astronautů na povrch. V centrální části konstrukce přistávacího stupně byl jednokomorový motor se samozápalnou směsí (DPS - Descent Propulsion System). Směs se skládala z 50 % asymetrického dimethylhydrazinu a 50 % monomethylhydrazinu. Maximální tah motoru byl 4 380 kp. Ačkoliv nebyl v projektu požadován jeho restart, byl v havarijní situaci na Apollu 13 restartován.Startovací motor ve dnu orbitálního stupně (APS - Ascent Propulsion System) dokázal ve vakuu vyvinout maximální tah 1 590 kp. Ke stabilizaci lodě sloužily dva nezávislé stabilizační systémy, každý s osmi motory. Za normálních podmínek pracovaly oba systémy paralelně, v případě nouze však mohl být použit jen jeden z nich.
Elektrickou energii lunárnímu modulu na rozdíl od velitelského a servisního dodávaly zinko-stříbrné palivové články, protože jsou lehčí a spolehlivější než vodíkovo-kyslíkové. Čtyři články byly v přistávacím, dva ve startovacím stupni.
Hmotnost LM se pohybovala, podle sestavy, od přibližně 14 500 kg až do 16 400 kg. LM má výšku 7,6 m a maximální průměr 3,73 metru.

### Seznam lunárních modulů použitých v programu Apollo
| sériové číslo                       | Název      | Mise | Datum startu | Aktuální poloha | Foto |
| ----------------------------------- | ---------- | --- | --- | --- | ---- |
| LM-1                                |            | Apollo 5 | 22. ledna 1968 | Shořel při návratu z atmosféry                                                                                      |      |
| LM-2                                |            | Navržen jako druhý bezpilotní let, použit namísto pozemních testů. Přistávací podvozek byl přidán po testovacích pádech. Nemá kontrolní dalekohled ani palubní počítač. | Navržen jako druhý bezpilotní let, použit namísto pozemních testů. Přistávací podvozek byl přidán po testovacích pádech. Nemá kontrolní dalekohled ani palubní počítač. | Vystaven v National Air and Space Museum, Washington, D.C.                                                          |      |
| LM-3                                | Spider     | Apollo 9 | 3. března 1969 | Přistávací i vzletový stupeň modulu se vrátily atmosférou samostatně.                                               |      |
| LM-4                                | Snoopy     | Apollo 10 | 18. května 1969 | Sestoupil blíže k povrchu Měsíce. Snoopy je jediný lunární modul, který stoupal ve stejné sestavě jako když klesal. |      |
| LM-5                                | Eagle      | Apollo 11 | 16. července 1969 | Dosedl na měsíční povrch. Vzletový stupeň byl odhozen na měsíčním orbitu. (místo dopadu neznámo)                    |      |
| LM-6                                | Intrepid   | Apollo 12 | 14. listopadu 1969 | Dosedl na měsíční povrch. Vzletový stupeň byl úmyslně naveden do měsíčního povrchu.                                 |      |
| LM-7                                | Aquarius   | Apollo 13 | 11. dubna 1970 | Zanikl při návratu zemskou atmosférou.                                                                              |      |
| LM-8                                | Antares    | Apollo 14 | 31. ledna 1971 | Dosedl na měsíční povrch. Vzletový stupeň byl úmyslně naveden do měsíčního povrchu.                                 |      |
| LM-9                                |            | Neletěl (původně navržen pro Apollo 15) | Neletěl (původně navržen pro Apollo 15) | Jako exponát v Kennedy Space Center (Apollo/Saturn V Center)                                                        |      |
| LM-10                               | Falcon     | Apollo 15, první ELM | 26. července 1971 | Dosedl na měsíční povrch. Vzletový stupeň byl úmyslně naveden do měsíčního povrchu.                                 |      |
| LM-11                               | Orion      | Apollo 16 | 16. dubna 1972 | Dosedl na měsíční povrch. Vzletový stupeň byl odpojen na měsíčním orbitě. Nakonec se zřítil na měsíční povrch.      |      |
| LM-12                               | Challenger | Apollo 17 | 7. prosince 1972 | Dosedl na měsíční povrch. Vzletový stupeň byl odpojen na měsíčním orbitu. Nakonec se zřítil na měsíční povrch.      |      |
| LM-13                               |            | Neletěl (původně navržen pro Apollo 18) | Neletěl (původně navržen pro Apollo 18) | Částečně vyroben.                                                                                                   |      |
| LM-14                               |            | Neletěl (původně navržen pro Apollo 19) | Neletěl (původně navržen pro Apollo 19) | Nikdy nebyl dokončen                                                                                                |      |
| LM-15                               |            | Neletěl (Měl být určen pro Apollo Telescope Mount) | Neletěl (Měl být určen pro Apollo Telescope Mount) | Sešrotován |      |
| * Více na Seznam návštěvníků Měsíce |            | | | |      |